# Josh Hall
Joshua Karon Lee Hall (Greenville, 8 ottobre 2000) è un cestista statunitense, professionista nella NBA.